# Pseudephemerum
Pseudephemerum là một chi rêu trong họ Dicranaceae.